# Іванов Володимир Станіславович
Володи́мир Станісла́вович Івано́в (* 12 травня 1963, місто Суми) — полковник Збройних сил України, Начальники управління бойової підготовки ВДВ.

## Життєпис
У 1978 році закінчив 8 класів середньої школи та вступив до Київського Суворовського військового училища, яке закінчив у 1980 році. З 1980 по 1984 роки навчався в Рязанському вищому повітрянодесантному командному двічі Червонопрапорному училищі ім. Ленінського комсомолу.
У 1986 році брав участь у ліквідації наслідків Чорнобильської катастрофи.
У 2008 році закінчив Національну академію оборони України за спеціальністю «бойове застосування та управління діями підрозділів (частин, з'єднань) Сухопутних військ», де здобув кваліфікацію офіцера військового управління оперативно-тактичного рівня.
У 2012 році отримав кваліфікацію офіцера військового управління оперативно-стратегічного рівня при Національну університет оборони України ім. І. Черняховського.
Військову службу пройшов від посади командира взводу до заступника командувача з бойової підготовки — начальник управління бойової підготовки Високомобільних десантних військ Збройних Сил України.
З 2014 року бере участь у складі сил та засобів, які залучаються та беруть участь в Антитерористичній операції на території Донецької та Луганської областей.
На січень 2015 року виконував обов'язки командувача Високомобільних десантних військ України.

## Нагороди
- Орден Богдана Хмельницького III ступеня (27 червня 2015) — за особисту мужність і високий професіоналізм, виявлені у захисті державного суверенітету та територіальної цілісності України, вірність військовій присязі.[3]
- медаль «10 років Збройним Силам України»;
- медаль «15 років Збройним Силам України»;
- медаль «Захиснику Вітчизни»;
- медаль «Ветеран військової служби»;
- нагрудний знак «10 років аеромобільним військам Сухопутних військ Збройних Сил України»;
- нагрудний знак «15 років аеромобільним військам Сухопутних військ Збройних Сил України»;
- нагрудний знак «Знак пошани»;
- нагрудний знак «За доблесну військову службу Батьківщині»;